# Chetek (Wisconsin)
Chetek es una ciudad ubicada en el condado de Barron en el estado estadounidense de Wisconsin. En el Censo de 2010 tenía una población de 2.221 habitantes y una densidad poblacional de 274,06 personas por km².

## Geografía
Chetek se encuentra ubicada en las coordenadas 45°18′58″N 91°39′12″O / 45.31611, -91.65333. Según la Oficina del Censo de los Estados Unidos, Chetek tiene una superficie total de 8.1 km², de la cual 6.28 km² corresponden a tierra firme y (22.56%) 1.83 km² es agua.

## Demografía
Según el censo de 2010, había 2.221 personas residiendo en Chetek. La densidad de población era de 274,06 hab./km². De los 2.221 habitantes, Chetek estaba compuesto por el 97.43% blancos, el 0.23% eran afroamericanos, el 0.41% eran amerindios, el 0.32% eran asiáticos, el 0% eran isleños del Pacífico, el 0.72% eran de otras razas y el 0.9% pertenecían a dos o más razas. Del total de la población el 1.76% eran hispanos o latinos de cualquier raza.